# Dune Messiah
Dune Messiah là một cuốn tiểu thuyết khoa học viễn tưởng năm 1969 của nhà văn người Mỹ Frank Herbert. Đây là cuốn thứ hai trong loạt sáu cuốn tiểu thuyết về Dune và là phần tiếp theo của Dune (1965). Ban đầu nó được đăng nhiều kỳ trên tạp chí Galaxy vào năm 1969, và sau đó được Putnam xuất bản cùng năm. Dune Messiah và phần tiếp theo nó Children of Dune (1976) đã được Syfy chuyển thể chung vào năm 2003 thành một miniseries mang tên Frank Herbert's Children of Dune.